# Туманов, Константин Александрович
Князь Константин Александрович Туманов (1862—1933) — русский военный  деятель, генерал-лейтенант  (1917). Герой Первой мировой войны.

## Биография
Образование получил в приготовительном пансионе при Николаевском кавалерийском училище. В службу вступил 13.09.1881. В 1883 году после окончания Николаевского кавалерийского училища произведён корнеты и выпущен в Нижегородский 17-й драгунский полк.  В 1887 году произведён в поручики, в 1894 году в штабс-ротмистры, в 1896 году в ротмистры, в 1904 году в подполковники. С 1904 года участник Русско-японской войны в составе 2-го Дагестанского конного полка. За боевые отличие и храбрость в этой компании 23 февраля 1906 года был награждён Золотым оружием «За храбрость».
С 1908 года полковник, командир Литовского 5-го уланского полка. С 1912 года генерал-майор, командир 1-й бригады 9-й кавалерийской дивизии. С 1914 года участник Первой мировой войны во главе своей бригады. С 1916 года командир 1-й Заамурской конной бригады. 5 мая 1917 года за храбрость был награждён Орденом Святого Георгия 4-й степени.
С 1917 года генерал-лейтенант, начальник 9-й кавалерийской дивизии. С 30 апреля 1917 года командир 2-го кавалерийского корпуса.
После Октябрьской революции 1917 года эмигрировал во Францию, член Русского Общевоинского Союза.

## Награды
- Орден Святого Станислава 3-й степени  (1889)
- Орден Святой Анны 2-й степени с мечами (1904)
- Орден Святого Владимира 4-й степени с мечами и бантом (1905)
- Золотое оружие «За храбрость» (ВП 23.02.1906)
- Орден Святого Владимира 3-й степени (1911; Мечи к ордену — ВП 01.09.1915)
- Орден Святого Станислава 1-й степени  с мечами (ВП 13.01.1915)
- Орден Святой Анны 1-й степени с мечами (ВП 28.01.1915)
- Орден Святого Владимира 2-й степени с мечами (ВП 07.05.1915)
- Орден Святого Георгия 4-й степени (ПАФ 05.05.1917)